# Médaille Zener
Le prix Zener est une distinction internationale attribuée en reconnaissance d’avancées scientifiques dans les domaines de la science des matériaux et de la physique avec un accent particulier sur les applications dans le domaine de la spectroscopie mécanique et du frottement intérieur. Connu précédemment comme prix ICIFUAS (1965-1989), ce prix a été instauré en l’honneur du pionnier de l’anélasticité, Clarence Zener († 2 juillet, 1993).
Le prix Zener est décerné par le Comité Zener sous l’égide du Président de la Conférence Internationale sur le frottement intérieur et la spectroscopie mécanique (ICIFMS), précédemment Conférence internationale sur le frottement intérieur et atténuation ultrasonore dans les solides, ICIFUAS (1956-2002). Le prix Zener peut être décerné en reconnaissance d’une découverte majeure individuelle ou pour une contribution substantielle à ce domaine durant toute la carrière. Le prix Zener a été attribué jusqu’à 2022 à 24 personnes. Chaque lauréat reçoit la médaille d’or Zener ainsi qu’un diplôme. Chaque médaille d’or Zener est frappée en or 20 carats et porte l’effigie du profil droit de Clarence Zener au recto.

## Liste des lauréats du prix Zener
| No | Année | Lauréats                |           | Pays       | Affiliation                                                                                      |
| -- | ----- | ----------------------- | --------- | ---------- | ------------------------------------------------------------------------------------------------ |
| 1  | 1965  | Werner Köster,          | 1896–1989 | Allemagne  | Max Planck Institute for Metals Research,, Stuttgart                                             |
| 2  | 1969  | Warren Perry Mason,     | 1900–1986 | États-Unis | Laboratoires Bell, Murray Hill (New Jersey), New Jersey                                          |
| 3  | 1985  | Clarence Melvin Zener,  | 1905–1993 | États-Unis | Université Carnegie-Mellon, Pittsburgh, Pennsylvanie                                             |
| 4  | 1989  | Ting-sui Kê,            | 1913–2000 | Chine      | Académie chinoise des sciences, Institute of Solid State Physics (ISSP), Hefei, Anhui            |
| 5  | 1989  | Arthur Stanley Nowick,  | 1923–2010 | États-Unis | Université Columbia, New York                                                                    |
| 6  | 1993  | Piero Giorgio Bordoni,  | 1915–2009 | Italie     | Université de Rome « La Sapienza », Rome                                                         |
| 7  | 1993  | Kurt Lücke              | 1921–2001 | Allemagne  | Université technique de Rhénanie-Westphalie à Aix-la-Chapelle, Aix-la-Chapelle                   |
| 8  | 1993  | Alfred Seeger,          | 1927–2015 | Allemagne  | Max Planck Institute for Metals Research, Stuttgart                                              |
| 9  | 1993  | Charles Allen Wert      | 1919–2003 | États-Unis | Université de l'Illinois à Urbana-Champaign, Urbana (Illinois)                                   |
| 10 | 1996  | Andrew Vincent Granato, | 1926–2015 | États-Unis | Université de l'Illinois à Urbana-Champaign, Urbana, Illinois                                    |
| 11 | 1999  | Gunther Schoeck         | 1928–2015 | Autriche   | Université de Vienne, Vienne (Autriche)                                                          |
| 12 | 2002  | Willy Benoit,           | (1938)    | Suisse     | École polytechnique fédérale de Lausanne (EPFL), Lausanne                                        |
| 13 | 2002  | Masahiro Koiwa          | (1938)    | Japon      | Université de Kyoto, Kyoto                                                                       |
| 14 | 2005  | Rosario Cantelli        | (1940)    | Italie     | Université de Rome « La Sapienza », Rome                                                         |
| 15 | 2005  | Manfred Weller          | 1940–2017 | Allemagne  | Max Planck Institute for Metals Research, Stuttgart                                              |
| 16 | 2008  | Daniel Newson Beshers   | (1928)    | États-Unis | Université Columbia, New York                                                                    |
| 17 | 2008  | Gaetano Cannelli        | (1936)    | Italie     | Université de Calabre, Rende                                                                     |
| 18 | 2008  | Gilbert Fantozzi        | (1942)    | France     | Institut National des Sciences Appliquées de Lyon (INSA Lyon), Lyon-Villeurbanne                 |
| 19 | 2011  | Gérard Gremaud,         | (1949)    | Suisse     | École polytechnique fédérale de Lausanne (EPFL), Lausanne                                        |
| 20 | 2011  | Fabio Massimo Mazzolai  | (1934)    | Italie     | Université de Pérouse, Pérouse                                                                   |
| 21 | 2014  | Qing-Ping Kong,         | (1930)    | Chine      | Académie chinoise des sciences, Institute of Solid State Physics (ISSP), Hefei, Anhui            |
| 22 | 2014  | Robert Schaller,        | (1948)    | Suisse     | École polytechnique fédérale de Lausanne (EPFL), Lausanne                                        |
| 23 | 2017  | Leszek Bogumił Magalas, | (1954)    | Pologne    | AGH Université des Sciences et Technologies, Cracovie (AGH University of Science and Technology) |
| 24 | 2022  | J. M. San Juan,         | (1955)    | Espagne    | Université du Pays basque, Bilbao                                                                |

La première colonne comporte l’année de l’obtention du prix Zener par le lauréat de ce prix. Le nombre des lauréats : 24 prix ; 21 lauréats de la Médaille d’Or.

## Liste des lauréats du prix Zener d'après les pays
| Pays       | Nombre de prix | Lauréats                                                                   |
| ---------- | -------------- | -------------------------------------------------------------------------- |
| États-Unis | 6              | W.P. Mason, C.M. Zener, A.S. Nowick, C.A. Wert, A.V. Granato, D.N. Beshers |
| Allemagne  | 4              | W. Köster, K. Lücke, A. Seeger, M. Weller                                  |
| Italie     | 4              | P.G. Bordoni, R. Cantelli, G. Cannelli, F.M. Mazzolai                      |
| Suisse     | 3              | W. Benoit, G. Gremaud, R. Schaller                                         |
| Chine      | 2              | T.S. Kê, Q.P. Kong                                                         |
| Autriche   | 1              | G. Schoeck                                                                 |
| Espagne    | 1              | San Juan J. M.                                                             |
| France     | 1              | G. Fantozzi                                                                |
| Japon      | 1              | M. Koiwa                                                                   |
| Pologne    | 1              | L.B. Magalas                                                               |

Les pays sont énumérés en ordre décroissant selon le nombre des lauréats.

## Liste alphabétique des lauréats
- Benoit W. (2002), Beshers D.N. (2008), Bordoni P.G. (1993)
- Cannelli G. (2008), Cantelli R. (2005)
- Fantozzi G. (2008)
- Granato A.V. (1996), Gremaud G. (2011)
- Kê T.S. (1989), Koiwa M. (2002), Kong Q.P. (2014), Köster W. (1965)
- Lücke K. (1993)
- Magalas L.B. (2017), Mason W.P. (1969), Mazzolai F.M. (2011)
- Nowick A.S. (1989)
- San Juan J. M. (2022), Schaller R. (2014), Schoeck G. (1999), Seeger A. (1993)
- Weller M. (2005), Wert C.A. (1993)
- Zener C.M. (1985).